# Valeri Pianov
Valeri Pianov (en russe : Валерий Александрович Пьянов), né le 23 août 1940 et décédé le 3 septembre 2012 à Moscou, est un peintre russe anticonformiste représentant de l'underground moscovite des années 1960 aux années 1980, spécialiste de la restauration de peinture russe ancienne. Dans les années 1907 et 1980, dans le cadre des activités des groupes 17 peintres moscovites, 21, Monde de la peinture, il participe activement aux expositions de la section peinture du comité mixte de Moscou des artistes graphistes (ru) dans la salle d'exposition de la petite rue de Géorgie (ru).

## Biographie
Valeri Aleksandrovitch Pianov est né à Moscou en 1940. Il est diplômé de l'école centrale des beaux-arts. Comme peintre et comme restaurateur, il a été formé dans les classes du spécialiste de l'art russe ancien Sergueï Stepanovitch Tchourakov. Il participe et dirige la restauration d'œuvres picturales des XIIe siècle au XVIIe siècle à Novgorod, Iaroslavl, Rostov Veliki, Borovsk, Solikamsk. Durant huit ans, il travaille à la restauration du Kremlin de Moscou, de la cathédrale de la Dormition de Smolensk et au couvent de Novodievitchi, au monastère de Saint-Daniel il restaure l'autel du monastère Troïtse-Danilov. Il participe à la restauration du tableau de Rembrandt Le Festin d'Esther avec Aman et Assuérus au musée Pouchkine à Moscou. À la tête d'une équipe de restaurateurs à l'église de la Transfiguration-du-Sauveur-sur-Iline, à Novgorod, il découvre des fresques jusque-là inconnues attribuées à Théophane le Grec, mais en 1968 il est suspendu de la direction des travaux pour avoir publiquement condamné l'entrée des troupes russes en Tchécoslovaquie. Il travaille à la restauration de la Trapeznaïa du monastère d'Optina. En 1991, dans le cadre d'un projet de restauration international, il participe à la restauration de fresques du XIe siècle au XVIIe siècle dans la chapelle Sainte-Anastasia à Sale San Giovanni en Italie.

## Œuvre
Valeri Pianov est un poète subtil de paysages architecturaux et d'intérieurs, il a conservé en lui les principes qui guidaient la peinture russe ancienne et se souvient des intérieurs et des extérieurs d'églises russes. Le sujet principal de l'étude artistique de Pianov est l'ensemble architectural qu'il interprète comme l'incarnation de l'esprit de la nation russe. Les monuments de l'architecture russe et, plus tard, de l'architecture européenne de l'Est ressortent de ses toiles comme une langue particulière parmi d'autres dans la culture mondiale. Dans les années 1960-1970, l'artiste conserve des liens avec la tradition réaliste. Mais son style est proche de l'expressionnisme. Plus tard, ses images architecturales se formalisent et deviennent de plus en plus abstraites tout en restant reconnaissables. Les réflexions de l'artiste sur l'histoire de la Russie sont incarnées dans des cycles picturaux tels que La Babylone russe ou La Pompéi russe, créés au fil des années. Dans ses représentations de ruines en peinture, transparait toujours un espoir de renaissance. Au chaos et à l'entropie, Valeri Pianov oppose des valeurs chrétiennes, qu'il exprime dans des images orthodoxes sur l'ascétisme (avec Varlaam de Khoutyne par exemple), dans des toiles sur le cycle des fêtes liturgiques (Ascension, Transfiguration) ; dans ses tableaux sur des sujets théologiques chrétiens (Le livre sphérique), dans des travaux consacrés à des sujets de l'Ancien Testament (Suzanne et les Vieillards, un sujet biblique). Valeri Pianov réalise une synthèse entre l'ancienne tradition artistique russe et les techniques picturales modernistes.

## Travaux se trouvant dans des collections
Les œuvres de Valeri Pianov se trouvent à la Galerie Tretiakov, dans la collection sur l'art anticonformiste de l'Union soviétique de Norton Dodge (en) et Nancy Dodge au Musée Zimmerli à l'Université Rutgers, New Jersey, États-Unis, dans la Fondation Kolodzei (en), États-Unis, au musée de la Cathédrale du Christ-Sauveur de Moscou, aux musées du Vatican, au Moderna Museet, au musée Drougoie Iskousstvo de l'Université d'État des sciences humaines de Russie, au Musée-réserve de Novgorod, dans les collections de la Banque d'actionnaires de Iogorski, dans les collections de l'artiste Ernst Fuchs, dans des collections privées en Europe, en Australie, en Afrique du Sud, en Amérique du Nord et en Amérique du Sud.

## Principales expositions
- 1963 : Exposition personnelle au Musée central de la culture et de la peinture russe ancienne Andreï Roublev.
- 1976-1994 : Membre actif des expositions du Gorkom Graphikov à Moscou et participation aux expositions des groupes «17», «21» и «Mir jivopissi»./
- 1988 : Exposition Express -avant-garde Moscou- Vienne (Autriche).
- 1990 : Exposition personnelle à la municipalité de Mouratsano ( Italie).
- 1991 : Galerie Étage (Stockholm, Suède).
- 1992 : Exposition au centre culturel de Koudiliero en Espagne.
- : Exposition internationale d'art de Gijón Espagne.
- : Exposition au centre culturel de Neumarkt (Autriche).
- 1993 : Exposition IBM soutient les arts («IBM и поддержка искусства») (организованная при содействии Kolodzei Art Foundation и галереи «МАРС»).
- 1994 : Exposition Alternativa ( Выставка «Альтернатива»), организованная Правительством Москвы, фирмой «Маймери» (Италия) и Российским благотворительным фондом «Нет алкоголизму и наркомании» («НАН»).
- 1995 : Exposition personnelle à la galerie «Moscow Fine Art» (Москва).
- 1997 : Exposition Miss Moscou 850 (Выставка «Мисс Москва-850») (galerieг«Moscow Fine Art»)
- 1999 : Exposition Normandie-Niémen (Выставка художественного собрания общества «Нормандия-Неман») (Moscou).
- 2000 : Musée international Roerich, exposition personnelle (Персональная выставка «Единство реального и ирреального» в [Международный центр Рерихов]).
- 2000 : Exposition Ouragan à San Remo Italie (Выставка «Ураган времени» (Сан-Ремо, Италия)).
- 2001 : Exposition Nouvelle ère, nouvel art (Выставка «Новая эра — новое в искусстве» (Москва, ВВЦ)).
- 2003 : Exposition au Musée de l'Eau à Lisbonne Portugal (Выставка в «Музее Воды» (Лиссабон, Португалия).
- 2004 : Exposition personnelle à la Vita Nova (Персональная выставка в галерее «Vita Nova» )(Boston États Unis.
- 2007 : Exposition au centre d'art contemporain à Moscou (Выставка в Государственном Центре Современного Искусства) Moscou-New York «МОСКВА — НЬЮ- ЙОРК. Сеанс одновременной игры» (собрание Натальи и Татьяны Колодзей).
- 2009 : Exposition personnelle à la galerie Antik Moscou (Персональная выставка в галерее «Антик» (Москва)).
- 2017 : Exposition Valeri Pianov à Moscou (Выставка «Валерий Пьянов. За гранью Видимого») (Москва, «Галерея на Чистых прудах»).

### En russe
- Album La Russie et le christianisme, Otari Kandaourov, Moscou Альбом «Русь и Христианство», составитель [Кандауров, Отари Захарович]; Moscou, éditeur : центр «ТЕРРА», 1991; ББК 85.143(2) К 19;  (ISBN 5-85255-039-6)
- Fondation artistique internationale (Международный художественный фонд). Журнал «Творчество»; № 3/4, Лето-Осень; Российско-Шведский выпуск, Москва, 1995
- ARTchronika, № 5-6/2000, Москва, 2000
- A. Folrkovskaïa (Флорковская А. К.) «Малая Грузинская, 28. Живописная секция Московского объединенного комитета художников-графиков. 1976—1968», М.: Памятники исторической мысли, 2009;  (ISBN 978-5-88451-255-9)
- Catalogue des artistes du comité des peintres et graphistes (Каталог художников объединённого комитета художников-графиков.) Выставка живописи; Moscou, 1977
- Catalogue Répétition générale (Каталог «Генеральная репетиция). Фестиваль. Личные коллекции современного искусства». Centre d'État d'art contemporain (Государственный центр современного искусства) Moscou, 2007;  (ISBN 978-5-94620-038-7)
- Catalogue Collection de la Iougorski Bank, Helsinki (Каталог «Корпоративная коллекция Югорского Акционерного Банка», Хельсинки) 1994.
- «DP2», Centre d'art contemporain, Moscou (Центр Современного Искусства, Москва) 2009
- Catalogue «Valeri Pianoff & Denis Pianoff», Moscou, 2008.
- Album "Valeri Pianov. За гранью Видимого", Moscou, 2017; УДК 75; ББК 85.143;  (ISBN 978-5-43470-048-1)

### En d'autres langues
- (pl) Krai Rad, № 52, Warszawa, 1988
- (en) The Hurricane of Time. Selections from the Kolodzei Collection of Russian and Eastern European Art (1960—2000); The Kolodzei Art Foundation, Inc, USA, 2000
- Catalogue «Express-Avantgarde», V/O Vneshtorgizdat, 1990
- (pt) Pintura Russa e Sovietica de Nicolau II a Gorbachev; Leiria, 1991
- (hr) Каталог «Zadar-2006», Zadar. Croatie, 2006